# 32151 Seanmarshall
32151 Seanmarshall è un asteroide della fascia principale. Scoperto nel 2000, presenta un'orbita caratterizzata da un semiasse maggiore pari a 2,3690282 au e da un'eccentricità di 0,1840501, inclinata di 2,80039° rispetto all'eclittica.